# Klasa bonitacji drzewostanu
Klasa bonitacji drzewostanu – wskaźnik możliwości produkcyjnej siedliska leśnego i drzewostanu.
Klasę bonitacji określa się oddzielnie dla podstawowych gatunków lasotwórczych na podstawie wieku i wysokości drzewostanu. W Polsce stosowana jest w tym celu wysokość przeciętna, standardem światowym jest natomiast wysokość górna. Do odczytania klasy bonitacji stosuje się krzywe bonitacyjne, które obrazują przebieg wzrostu wysokości drzewostanu wraz z wiekiem na różnych siedliskach. Wykresy krzywych bonitacyjnych głównych gatunków drzew leśnych można znaleźć w tablicach zasobności i przyrostu drzewostanów. Krzywe bonitacyjne opisywane są również w formie modeli statystycznych [1,2]. W Polsce klasę bonitacji oznacza się cyframi rzymskimi I-V (dla sosny Ia, I, II, III, IV, V). Potencjalną produkcyjność siedliska określa się również za pomocą wskaźnika bonitacji.